# Marcelo Panguana
Marcelo Dias Panguana (geboren am 30. Mai 1951 in Lourenço Marques, Portugiesisch-Ostafrika) ist ein mosambikanischer Journalist und Schriftsteller.

## Leben
Panguana wurde in der Hauptstadt der portugiesischen Kolonie Mosambik, Lourenço Marques (heute Maputo), geboren. 1971 schrieb er sich für ein Chemie-Studium ein, das er jedoch wegen seiner Einberufung zum Militärdienst abbrach. 1976 begann er eine Ausbildung im Bereich der Erdölraffination und arbeitete später als Techniker bei einer Ölgesellschaft.
Panguana soll bereits in frühen Jahren begonnen haben für Zeitungen und Zeitschriften zu schreiben, u. a. für die Literaturrubrik der Notícias da Beira. Panguana ist Mitglied der Associação dos Escritores Moçambicanos und schrieb auch für die Verbandszeitschrift Charrua. 1987 veröffentlichte er sein erstes Werk „As Vozes Que Falam Verdade“, eine Sammlung von Kurzgeschichten, 1991 sein zweites Werk „A Balada dos Deuses“. Zusammen mit Jorge Oliveira veröffentlichte er 1999 Fazedores da Alma, eine Sammlung von Interviews mit verschiedenen Persönlichkeiten der mosambikanischen Kultur. 2004 erschien sein erster Roman „O Chão das Coisas“, in den folgenden Jahren gelangen ihm weitere Veröffentlichungen.
Panguana hat mehrere Preise gewonnen, darunter den von FUNDAC gesponserten Rui de Noronha-Literaturpreis, eine Silbermedaille im Wettbewerb der Fundação Mário Marinho und eine „Lobende Erwähnung“ (Menção Honrosa) des Sonangol-Literaturpreis für sein Buch „O Filho do Planalto“. 2023 erhielt Panguana den wichtigsten mosambikanischen Literaturpreis, den mit 25.000 US-Dollar dotierten Prémio José Craveirinha de Literatura.

## Veröffentlichungen
- As Vozes que Falam de Verdade. Associação dos Escritores Moçambicanos, Maputo 1987.[2]
- A Balada dos Deuses. Associação dos Escritores Moçambicanos, Maputo 1991.[2]
- Fazedores da Alma. Maputo 1999 (mit Jorge D’Oliveira)[2]
- O Chão das Coisas. Imprensa Universitária da Universidade Eduardo Mondlane, Maputo 2003[5]
- Os ossos de Ngungunhana. Imprensa Universitária da Universidade Eduardo Mondlane, Maputo 2004[5]
- Como um louco ao fim da tarde. Alcance, Maputo 2009[5]
- Leona, a filha do silêncio. Escola Portuguesa de Moçambique und Fundació Contes pel Món, Maputo / Barcelona 2010[5]
- O filho do planalto. União dos Escritores Angolanos (UEA), Luanda 2011[5]
- Conversas do fim do mundo. Alcance, Maputo 2009[5]
- O vagabundo da Pátria. Alcance, Maputo 2015[5]
- A hora maconde. Alcance, Maputo 2023[6]